# Aneroid
Aneroid (grč. νηρός: mokar) je mjerni instrument za mjerenje tlaka zraka. Izumio ga je Lucien Vidi 1843.; sastoji se od jedne ili više šupljih kutija kružna presjeka, od tanka i valovita lima, iz kojih je isisan zrak i u kojima se nalazi opruga. Promjene tlaka zraka mijenjaju ravnotežni položaj deformiranih kutija i elastične opruge, a dobiveni se pomaci preko poluga povećavaju i prenose na kazaljku ispod koje se nalazi ljestvica s naznačenim vrijednostima tlaka zraka. Ranije uvedene i još uvijek zadržane naznake lijepo vrijeme, kiša, promjenljivo, imaju vrlo ograničenu upotrebljivost jer vrijeme ne ovisi samo o tlaku zraka, pa aneroid nije dovoljan za prognozu vremena. Aneroid umjeren (baždaren) u jedinicama visine koristi se kao barometarski altimetar ili visinomjer. Aneroid je vrsta barometra kojemu je mjerno osjetilo (senzor) najčešće takozvana Vidieova kutija. To je cilindrična kutija od tankog valovitog lima, obično od legure berilija i bakra. Iz kutije je djelomice isisan zrak (vakuum), pa jedna opruga sprečava da se kutija spljošti pod djelovanjem tlaka zraka. Sustavom poluga prenose se mali pomaci kutije na kazaljku koja na kružnoj skali pokazuje tlak zraka u milimetrima stupca žive ili u milibarima. Zbog trenja i utjecaja temperature aneroidi su manje točni od živinog barometra, ali im je prednost da se lako prenose i da su jeftini.

## Barometar
Barometar je mjerni instrument za mjerenje tlaka zraka. Za apsolutna mjerenja tlaka najpogodniji su barometri sa živom. Najjednostavniji oblik barometra sa živom staklena je cijev svinuta u obliku slova J, kojoj je dulji krak, dug oko 90 centimetara, zatvoren, a kraći otvoren. Cijev je napunjena živom tako da se u dužem kraku iznad žive nalazi zrakoprazan prostor (vakuum), a na površinu žive u kraćem kraku djeluje atmosferski tlak. Tlak zraka određuje se tako što se na skali očita visina stupca žive u obim krakovima. Težina stupca žive, kojemu je visina jednaka razlici pročitanih visina, mjera je za tlak zraka. Kako težina stupca žive ovisi o njezinoj temperaturi i o zemljopisnoj širini mjesta, treba dobivenu razliku visinâ stupaca žive ispraviti (korigirati). Kod praktičnih izvedbi barometarska cijev sa živom ravna je i uronjena u posudicu sa živom. Tlak zraka djeluje na površinu žive u posudici. Kod Fortinova barometra čita se samo visina žive u zatvorenoj cijevi, a živa u posudi dovodi se uvijek na istu razinu na taj način što se dno posude, koje je načinjeno od savitljiva materijala (na primjer kože), namjesti tako da površina žive dotakne vrh šiljka učvršćena na gornjem dijelu posude. Kod staničnog barometra, koji se upotrebljava i na našim meteorološkim postajama (Kew-barometri), promjene razine žive u posudici uzete su u obzir na samoj ljestvici barometra (reducirana ljestvica), pa se visina stupca žive može odmah očitati. 
Za mjerenje tlaka zraka iskorištava se još i deformacija elastičnih tijela zbog djelovanja tlaka (aneroid) i promjena vrelišta zbog promjene tlaka. U suvremenim je uređajima omogućeno električno ili elektroničko mjerenje pretvaranjem tlaka u električne veličine. Kako se tlak zraka smanjuje s porastom visine, to se visinska razlika može naći ako se tlak zraka izmjeri barometrom na dva mjesta različitih visina, uzimajući u obzir meteorološke elemente (temperaturu, vlagu). Barometarsko mjerenje visine primjenjuje se u zračnom prometu.
Prvi barometar je bio takozvani vodeni barometar (nazvan još Goetheov jer ga je Goethe popularizirao) koji je radio na principu posude s nešto zraka koja je uronjena u vodu, te je stupac vode u posudi porastao kad je opao tlak zraka jer se je tada stupac zraka smanjio. Najčešće se ipak koristi živin barometar (stupac žive koji se povisuje ili smanjuje ovisno o promjeni tlaka zraka). Otkrio ga je Evangelista Torricelli. Još postoji i suhi barometar (aneroid). To je metalna kutija bez zraka čije se stranice deformiraju s promjenom tlaka zraka jer zrak pritišće na vakuum unutar kutije. Barograf je barometar s pisaljkom koji stalno bilježi promjene tlaka zraka. Barometar je nezamjenjiv instrument u meteorologiji. Koristan je i u takozvanoj pučkoj meteorologiji jer se obično smatra da s porastom tlaka zraka slijedi sunčanije vrijeme, a s padom oblačnije.
Tlak zraka nije u svako doba isti na jednom mjestu Zemlje. On nije jednak ni na dva mjesta koja se razlikuju u nadmorskoj visini. Tlak opada s visinom, a osim toga mijenja se s promjenom količine vlage u zraku. Vlaga je naime lakša od zraka, pa što je ima više u zraku, to će zrak biti lakši, a zbog toga je i tlak manji.